# St. Elisabeth (Wiesbaden)

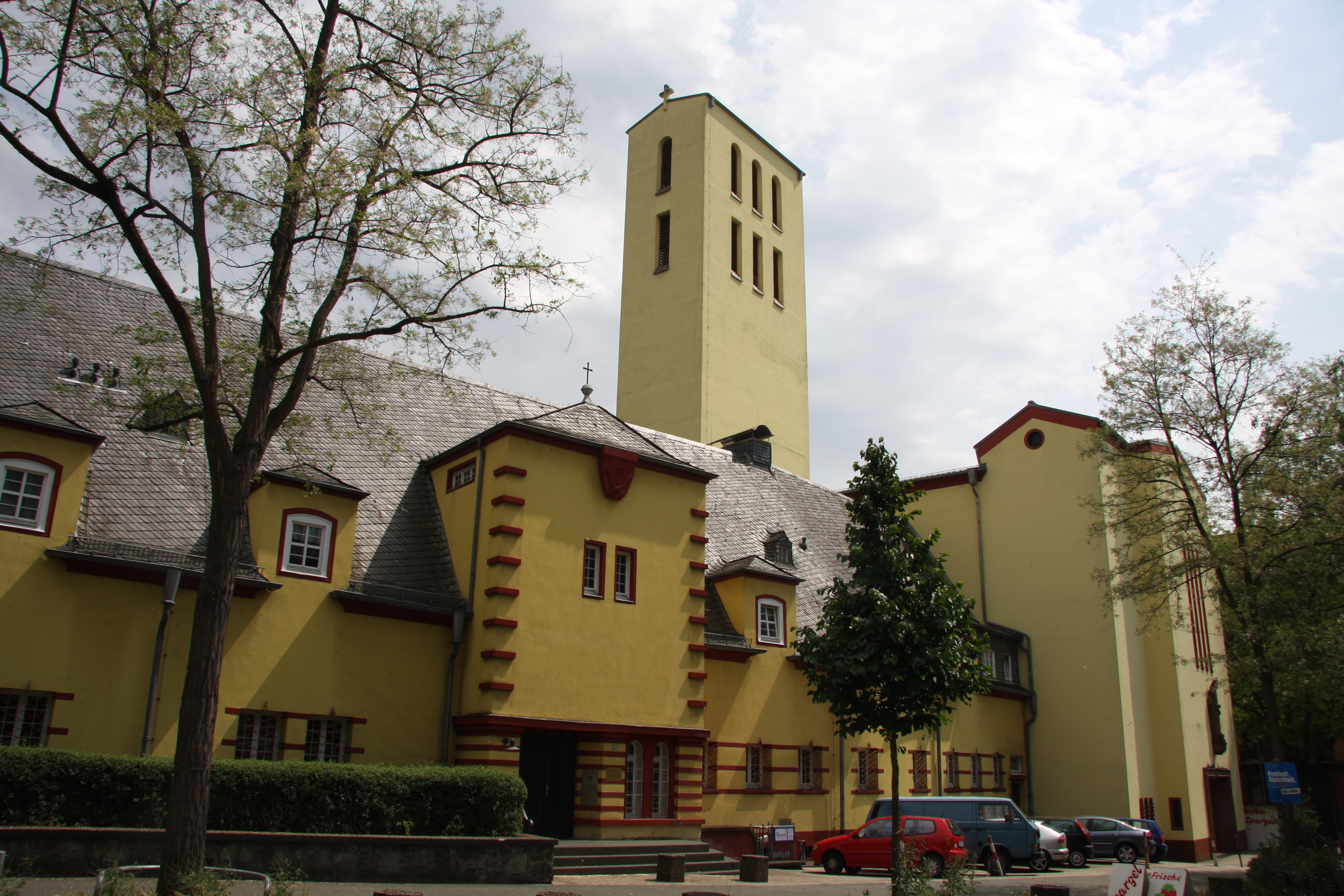
St.-Elisabeth-Kirche

Die römisch-katholische St.-Elisabeth-Kirche im Ortsbezirk Westend der hessischen Landeshauptstadt Wiesbaden wurde am 28. März 1936 eingeweiht. Sie wurde von den Architekten Aribert Rödel und Alfred Wahl in Stahlskelettbauweise entworfen und 1989–1990 durch den Architekten Klaus-Dieter Wolf grundlegend umgebaut.
Die Orgel ist ein Werk von Gebr. Späth Orgelbau. Das 1962 errichtete Instrument wurde 1990 durch die Erbauerfirma in den Chorraum versetzt und umgebaut. Seitdem verfügt es über 55 Register, verteilt auf drei Manuale und Pedal. Im Oktober 2023 wurde es wegen größeren Mängeln vorläufig stillgelegt; seitdem wird eine Digitalorgel verwendet.
Seitdem am 1. Januar 2012 alle katholischen Gemeinden der Wiesbadener Innenstadt fusioniert wurden, ist St. Elisabeth eine Filialkirche von St. Bonifatius.